# Lutte aux Jeux de l'Empire britannique de 1930
Navigation
Édition 1934
Aux Jeux de l'Empire britannique de 1930, la compétition de Lutte réservées aux hommes comprenait sept catégories de poids.

## Podiums
| Epreuve         | Or                   | Argent                | Bronze          |
| --------------- | -------------------- | --------------------- | --------------- |
| Poids coqs      | Jim Trifunov (CAN)   | Joseph Reid (ENG)     | non attribué    |
| Poids plumes    | Cliff Chilcott (CAN) | non attribué          | non attribué    |
| Poids légers    | Howard Thomas (CAN)  | Harold Angus (ENG)    | non attribué    |
| Poids welters   | Reg Priestly (CAN)   | Harry Johnson (ENG)   | non attribué    |
| Poids moyens    | Mike Chepesiuk (CAN) | Stanley Bissell (ENG) | Max Thiel (RSA) |
| Poids mi-lourds | Bill McIntyre (CAN)  | Edgar Bacon (ENG)     | non attribué    |
| Poids lourds    | Earl McCready (CAN)  | Albert Sangwine (ENG) | non attribué    |